# 478 f.Kr.

## Händelser

### Efter plats

#### Grekland
- Trots Spartas motstånd blir Aten både återuppbyggt och återbefäst efter persernas plundring av staden året innan.
- Med hjälp av den atenske statsmannen och generalen Kimon för Aristides befälet över en atensk flotta på 30 fartyg, som den spartanske generalen Pausanias leder för att befria de grekiska städerna på Cypern samt erövra Byzantion från perserna och deras feniciska allierade.
- Medan Pausanias ockuperar Byzantion blir de allierade, som börjar misstänka att han är illojal, uppretade av hans arrogans och att han använder persiska kläder och seder. Pausanias återkallas till Sparta, där han ställs inför rätta, men frias från anklagelserna om förräderi, dock utan att återfå befälet.

#### Sicilien
- Hieron I blir tyrann av Syrakusa efter sin bror Gelons död.

#### Kina
- Ett konfuciustempel grundas i nuvarande Qufu.

## Avlidna
- Gelon, tyrann över städerna Gela och Syrakusa på Sicilien